# Anomopera ingolfiana
Anomopera ingolfiana är en sjöpungsart som beskrevs av Hartmeyer 1923. Anomopera ingolfiana ingår i släktet Anomopera och familjen kulsjöpungar. Inga underarter finns listade i Catalogue of Life.